# Cotinusa fenestrata
Cotinusa fenestrata är en spindelart som först beskrevs av Władysław Taczanowski 1878.  Cotinusa fenestrata ingår i släktet Cotinusa och familjen hoppspindlar. Inga underarter finns listade i Catalogue of Life.